# یاروسلاف پلاشیل
یاروسلاف پلاشیل (به چکی: Jaroslav Plašil) (زاده ۵ ژانویه ۱۹۸۲) بازیکن فوتبال اهل جمهوری چک است. همچنین پست تخصصی او هافبک است.

## تیم ملی
وی سابقه ۷۴ بازی ملی برای تیم ملی فوتبال جمهوری چک در کارنامه دارد.